# Polygala bariensis
Polygala bariensis är en jungfrulinsväxtart som beskrevs av M. Thulin. Polygala bariensis ingår i släktet jungfrulinssläktet, och familjen jungfrulinsväxter. Inga underarter finns listade i Catalogue of Life.